# Hans Schlesinger (Architekt)
Hans Samuel Schlesinger, auch Samuel Schlesinger (* 1890 in Wien; † nach 1938), war ein österreichischer Architekt.

## Leben und Werke
Hans Schlesinger war ein Sohn des Ehepaars Bernhard und Helene Schlesinger und hatte mehrere Geschwister.

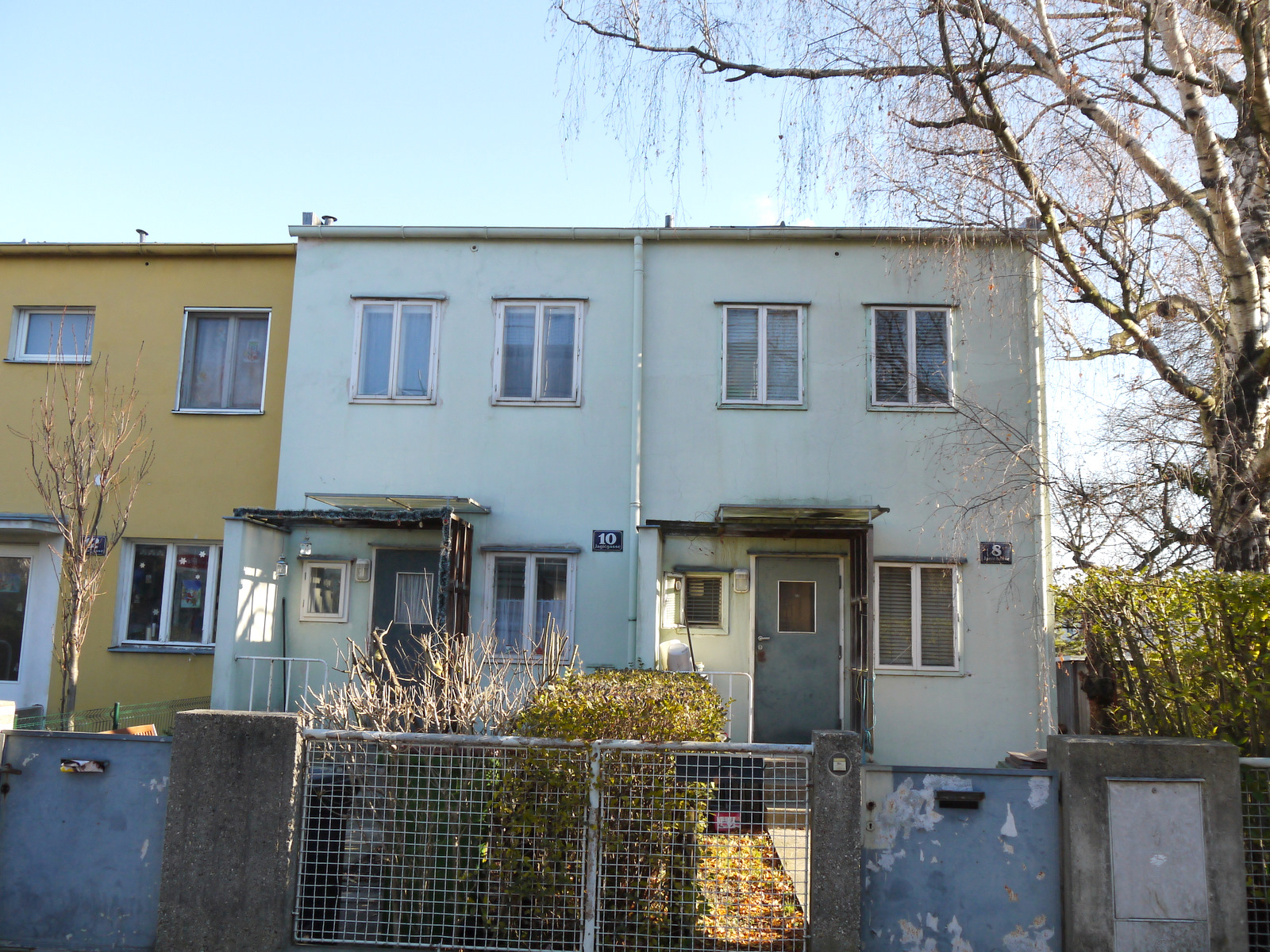
Die Häuser Jagićgasse 10 und 8

Nach 1900 legte er seinen jüdischen Vornamen Samuel ab.
Er studierte an der Technischen Hochschule Wien. Mit Willy Wiesner hatte er zeitweise eine Ateliergemeinschaft. Wiesner und Schlesinger nahmen 1929 gemeinsam an einem Weekend-Haus-Wettbewerb teil. 1930 entwarf Schlesinger für die Ausstellung Buch und Raum der Gegenwart eine Wohndiele im Wiener Künstlerhaus. Zusammen mit Wiesner richtete er das Haus Nr. 23 von Clemens Holzmeister in der Wiener Jagićgasse 10 (Denkmallisteneintrag) für die Wiener Werkbundsiedlung ein. 1931 hielt er Vorträge in der Beratungsstelle für Inneneinrichtung des Österreichischen Verbandes für Wohnungsreform „Best“.
Schlesinger entwarf offenbar vor allem Portalbauten und Weekend-Häuser. Er emigrierte im Jahr 1938 in die USA.